# Instituto de Educação do Pará
Instituto de Educação Estadual do Pará (IEEP) foi fundado em 1871 como a primeira escola normal pelo então presidente da província do Pará, Machado Portela, durante o reinado do Imperador D. Pedro II, sendo um dos colégios mais antigos do Brasil.
No final de janeiro de 1947, a escola passou a se chamar Instituto de Educação do Pará (IEP), hoje Instituto Estadual de Educação do Pará (IEEP).
É o segundo colégio mais antigo do estado do Pará, atrás apenas para o Colégio Estadual Paes de Carvalho, fundado em 1841.
De 1871 a 1980 foi voltado para o magistério, desde 2002, o colégio também atende alunos do ensino médio regular.

## Estrutura
O IEEP é constituído por três prédios, um tombados pelo patrimônio histórico, um administrativo, funcionando na parte superior o ginásio de esportes e mais um anexo.

## Uniforme
Quanto ao uniforme, ele se mantém tradicional, a camisa é sempre por dentro da calça e da saia. As meninas usam saias e meninos calças, ambos, na cor azul-marinho.